# クレオパトラ5世
クレオパトラ5世トリュファイナ、またはクレオパトラ6世トリュファイナ（希：Κλεοπάτρα Ε' Τρύφαινα、ラテン文字表記：Cleopatra V Tryphaena、紀元前95年頃 - 紀元前69年または紀元前57年）は、古代エジプト、プトレマイオス朝のファラオ・女王（在位：紀元前79年 - 紀元前69年または紀元前57年）。父はプトレマイオス9世、母は不明。プトレマイオス12世の姉妹・妻で、ベレニケ4世の母。後述するように、彼女をクレオパトラ6世トリュファイナ、クレオパトラ・セレネ1世をクレオパトラ5世セレネとして数える説がある。有名なクレオパトラ7世の母と考えられてきたが、否定説も有力である。

## 生涯
プトレマイオス9世の庶子として生まれる。紀元前79年、パピルス文書に初めて名前が記載されており、兄弟プトレマイオス12世と結婚したと考えられている。紀元前69年以降、公式文書より名前が消えており、この頃に死去したと主張する説がある。この場合、紀元前58年のプトレマイオス12世の追放後に、ベレニケ4世と共に即位したクレオパトラ・トリュファイナは彼女の娘（クレオパトラ6世）と考えられる。
しかし、紀元前57年頃のエドフ神殿の献呈の辞においては、プトレマイオス12世と並んで名が挙げられている事から、クレオパトラ5世は西暦前69年頃には死んでおらず、プトレマイオス12世の追放後、娘のベレニケ4世と共同統治したと考える歴史家が大半を占めている。歴史家ヴェルナー・フス（Werner Huß）は、紀元前69年頃にプトレマイオス12世がクレオパトラ5世トリュファイナと離婚し、メンフィスの有力な家系の女性と結婚したと考えており、この女性との子供がクレオパトラ7世であるとする。このように考えると、歴史家ストラボンがプトレマイオス12世の3人の娘についてのみ言及しているのは自然であると思われる（ストラボンの言及する3人は、ベレニケ4世、クレオパトラ7世、アルシノエ4世）。
以上の理由から、クレオパトラ5世をクレオパトラ6世トリュファイナと同一人物とみなし、クレオパトラ・セレネ1世をクレオパトラ5世として数える場合がある。
クレオパトラ5世（6世）は、紀元前57年以降、再び公式文書から名前が消えており、同年死去したと考えられている。 